# Manilkara mabokeensis
Manilkara mabokeensis är en tvåhjärtbladig växtart som beskrevs av Aubrev. Manilkara mabokeensis ingår i släktet Manilkara och familjen Sapotaceae. Inga underarter finns listade i Catalogue of Life.